# Hemizonella minima
Hemizonella es un género de plantas con flores de la familia de las asteráceas. Incluye una sola especie: Hemizonella minima. Es originaria de Norteamérica.

## Descripción
Es una planta anual que alcanza un tamaño de 1-20 cm de altura. Tallos erectos. ± (ramas a menudo bifurcadas, estipitado-glandular). Hojas basales y / o caulinares, sésiles, lineares, márgenes enteros o dentados. Las inflorescencias solitarias o en conjuntos en forma de corimbos o glomérulos (pedúnculos filiformes). Con brácteas pedunculares. Las corolas de color amarillo pálido. Tiene un número de cromosomas de  x = 21-22.

## Taxonomía
Hemizonella minima fue descrita por (A.Gray) A.Gray y publicado en Proceedings of the American Academy of Arts and Sciences 9: 189. 1874.
Etimología
Hemizonella: nombre genérico que contiene el nombre del género Hemizonia y el término latino ella = "diminutivo".
Sinonimia
- Harpaecarpus minimus (A.Gray) Greene
- Hemizonia minima A.Gray
- Madia minima (A.Gray) D.D.Keck
- Melampodium minimum (A.Gray) M.E.Jones[4]